# Algernon Borthwick (1er baron Glenesk)
Pour les articles homonymes, voir Borthwick.
Algernon Borthwick, 1er baron Glenesk (27 décembre 1830 - 24 novembre 1908), connu sous le nom de Algernon Borthwick, baronnet, entre 1887 et 1895, est un journaliste britannique et un homme politique conservateur. Il est le propriétaire du Morning Post (qui fusionne avec le Daily Telegraph en 1937).

## Biographie
Il est le fils de Peter Borthwick (en), rédacteur en chef du Post, et de Margaret, fille de John Colville, de Ewart, Northumberland. Il fait ses études au King's College School.
Il commence sa carrière en 1852 en tant que correspondant du journal à Paris. Il devient rédacteur en chef à la mort de son père et, en 1876, devient propriétaire. Reconnu comme une voix conservatrice dans la politique de l'époque, il est élu député de Kensington South en 1885 et est un allié de Randolph Churchill. Il est fait chevalier en 1880 et créé baronnet de Piccadilly dans la paroisse de St George, Hanover Square, dans le comté de Middlesex, en 1887. À sa retraite de la Chambre des communes en 1895, il est élevé à la pairie en tant que baron Glenesk, de Glenesk dans le comté de Midlothian.

## Mariage et enfants

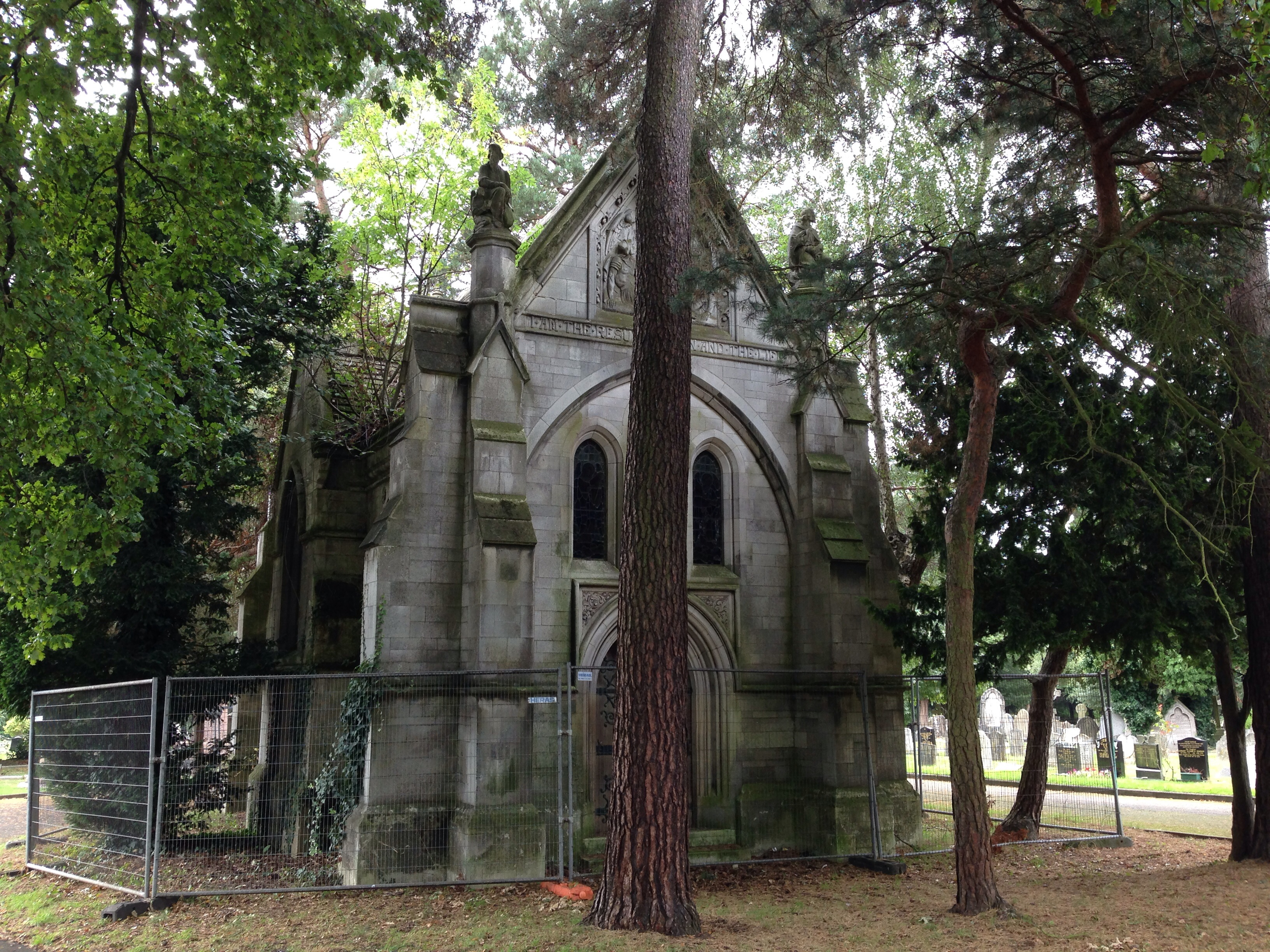
Le mausolée de Glenesk dans le cimetière d'East Finchley en 2016.

Lord Glenesk épouse Alice Beatrice Lister (décédée en 1898) le 5 avril 1870. Elle est la fille des écrivains Thomas Henry Lister et de sa femme Lady Maria Theresa Lewis, fille de George Villiers. Ils ont deux enfants:
- Lilias Margaret Frances Borthwick (en) (1871-1965), épouse de Seymour Bathurst (7e comte Bathurst). Lady Bathurst hérite finalement du Morning Post et le dirige jusqu'en 1922.
- Oliver Borthwick (1873–1905), décédé avant son père, meurt célibataire et sans descendance.

Lord Glenesk est décédé en novembre 1908, à l'âge de 77 ans et est enterré dans le mausolée de Glenesk, dans le cimetière d'East Finchley. Le mausolée est conçu et construit pour Glenesk par Arthur Blomfield en 1899 et contient également les restes de sa femme et de son fils, Oliver. Le mausolée est ensuite classé Grade II sur la liste du patrimoine national de l'Angleterre.